# 今津雅晴
今津雅晴（いまづ まさはる、1974年1月4日 - ）は日本のダンサー。千葉県銚子市に生まれる。モダンダンス、パントマイム、コンテンポラリーダンスを習得。コンドルズ主宰の近藤良平はいとこ

## 略歴
パントマイム、コンテンポラリーダンスなどを学び、本田重春、江ノ上陽一、木佐貫邦子らに師事する。
SOUKI、néo、レニバッソ、コンドルズ、M-laboratoryなどの国内外公演に参加する。
多彩な振付家の作品で踊る傍、
1999年より数々の自主作品を発表、独特独自の世界を追求する。
2012年より活動の場を日本に移し、『To belong』（北村明子作品）、
『動物の謝肉祭:音楽物語　サン・サーンス』（田尾下哲作品、今津雅晴振付）、
『Woyzeck/W』富士山アネット（長谷川寧作品）、『疾走』（今津雅晴作品）、
『崖っぷちの男』（今津雅晴作品）東京・ソウル公演にて振付する。

## 活動
1998年
『すさのお異伝』(勅使河原宏総指揮)、2000年『CJ8』(ルィーズ・ベダール作品)
2002年
『Human gate』(島崎徹作品)
2003年
『no・mad・ic project』(金森穣作品)
『EXPECT』(木佐貫邦子作品)
『Finks』(北村明子 作品)、
新国立オペラ『マクベス』(野田秀樹演出)などにも参加、活動の場をダンスのみならず広げる
2005年
文化庁在外研修員として、カナダ(モントリオール)に滞在
その後、ルィーズ・ルカヴァリエ(元ラララ・ヒューマン・ステップス)との
デュエット作品『Cobalt Rouge』(振付テッド・ロビンソン)世界各国で好評を博しカナダ・ジェネラルアワードに参加
2008年
カンパニー・マリー・シュイナールに参加
2009年
カンパニー・マリー・シュイナール日本公演にも参加する。
2010年
スイス・チューリッヒで『Kokuu Project』(平敷秀人作品)、
カナダ・バンクーバーでの『Heart as arena』(ダナ・ジャングラス作品)、
2012年
ベルギー・ブリュッセルで『Fairy mix』(アナ・ステグナー作品)
サイード・ガルビ(元ウルティマ・ヴェス、盲目のダンサー)と共同制作
国境の枠を乗り越え、身体の可能性に常に挑戦し続けている。